# Тетраопіні
Тетраопіні (лат. Tetraopini Thomson, 1860) — триба жуків з родини вусачів.

## Систематика
Роди:
- Tetraopes Dalman, 1917
- Tetrops Stephens, 1829